# Tonina Torijeli
Tonina Torrielli (Serravalle Scrivia, 22. marta 1934) je italijanska pevačica, najpopularnija pedesetih godina prošlog vijeka. Ona je učestvovala na festivalu Sanremo 1956. godine, plasirajući se na drugo mesto sa pjesmom "Amami se voui".
Radila u tvornici konditorskih proizvoda u Novom Ligureu, gdje se prijavila za Voci Nuove takmičenje 1955. godine gdje je pobjedila. Ovo joj daje pravo nastupa na sledećem Sanremo festivalu. Osvojila je drugo mjesto ali ipak je otišla na Evroviziju 1956. sa pjesmom "Anami se voui" gdje je njen rezultat ostao nepoznat (navodno je završila na petom mjestu).
Poslije toga učestvovala je na mnogo festivala u Italiji gdje je ostvarivala dobre rezultate. Za to vrijeme objavila je 4 albuma i 1960. se udala.
1965. Tonina Torrielli je odlučila da se penzioniše da bi se više posvetila porodici, ali i zbog opadanja melodičnog žanra sa samo 31 godinom. Kasnije ima kratke nastupe za oživljavanje devedesetih. Godine 2017. u maju pojavila se na televiziji da bi ohrabrila predstabvnika Italije na Euroviziji 2017., Francesca Gabbanija.